# Фридрих Вилхелм фон Лимбург-Щирум
Фридрих Вилхелм I фон Лимбург-Щирум (на немски: Friedrich Wilhelm von Limburg-Styrum; на нидерландски: Frederik Willem Graaf van Limburg-Styrum; * 12 юли 1649 в Боркуло; † 13 юли 1722 в Боркуло) от фамилията на графовете на Лимбург-Щирум е граф на Лимбург-Бронкхорст, знаменосец в Гелдерн и Цутфен.
Той е вторият син на граф Ото фон Лимбург-Щирум (1620 – 1679) и съпругата му графиня и бургграфиня Елизабет Шарлота фон Дона-Карвинден (1625 – 1691), дъщеря на граф и бургграф Кристоф II фон Дона (1583 – 1637) и графиня Урсула фон Золмс-Браунфелс (1594 – 1657). По-големият му брат Ото Христофел (януари 1648 – май 1673) е убит в Бреда.

## Фамилия
Фридрих Вилхелм I се жени на 11 февруари 1683 г. в Леуварден за Луция фон Айлва тот Каминга (5 август 1660 – 25 май 1722). Те имат седем деца:
- Ото Ернст Гелдер (7 януари 1685 – 12 юни 1769), граф на Лимбург-Щирум, господар на Боркуло, женен на 1 ноември 1722 г. в Делфт за Анна Луция ван Клинкенберг ван Ехтен (14 декември 1698 – 28 януари 1772)
- Алберт Доминикус (25 април 1686 – 14 февруари 1704 в Португалия)
- Фредерик Хендрик (4 март 1689 – 1 април 1740)
- Леополд (6 май 1694 – 11 декември 1728), женен на 10 май 1722 г. (развод 1 август 1727) за Хелена де Хаце (31 януари 1681 – 6 октомври 1753)
- Мария Анна (18 март 1688 – 25 август 1759)
- София Шарлота (9 март 1690 – 1729), омъжена на 16 септември 1727 г. в Боркуло за Яспер Карел ван Линден д'Аспремонт (ок. 1690 – 1 декември 1728)
- Елеонора Амалия Фредерика (7 февруари 1697 – 20 януари 1719)